# 安德烈斯·赫爾佐格
安德烈斯·赫爾佐格（西班牙語：Andrés Herzog；1974年1月21日—）是一位西班牙政治家和律師。他是中間派政黨聯盟、進步和民主的黨魁。他代表西班牙參加了1996年奧運會的柔道比賽。